# Ourville-en-Caux
Ourville-en-Caux is een gemeente in het Franse departement Seine-Maritime (regio Normandië) en telt 1041 inwoners (1999). De plaats maakt deel uit van het arrondissement Le Havre.

## Geografie
De oppervlakte van Ourville-en-Caux bedraagt 9,8 km², de bevolkingsdichtheid is 106,2 inwoners per km².
De onderstaande kaart toont de ligging van Ourville-en-Caux met de belangrijkste infrastructuur en aangrenzende gemeenten.

## Demografie
Onderstaande figuur toont het verloop van het inwonertal (bron: INSEE-tellingen).